# Fedora
Fedora (колишня Fedora Core) — дистрибутив Linux на основі RPM, котрий розробляється спільнотою Fedora Project, і спонсорується компанією Red Hat. Він прагне бути повноцінною, універсальною операційною системою, до складу якої входить виключно вільне та відкрите програмне забезпечення.
Fedora є відгалуженням від дистрибутиву Red Hat Linux, і має намір стати його заміною для домашніх та офісних комп'ютерів. Проєкт служить для тестування нових технологій, які надалі включаються в продукти Red Hat і інших виробників. Підтримкою користувачів на добровільних засадах займається велика спільнота (серед якої і працівники Red Hat, однак, сама компанія підтримки не надає). Нові випуски Fedora виходять кожні 6-8 місяців.
У розробці платформи бере активну участь понад 27 тисяч людей, кількість користувачів приблизно оцінюється в декілька мільйонів. Fedora, зокрема, використовує на більшості своїх машин автор ядра Linux Лінус Торвальдс.

## Історія
Назва Fedora походить від Fedora Linux — волонтерського проєкту, який займався розробкою додаткового програмного забезпечення для компанії Red Hat Linux. Проєкт отримав ім'я за логотипом компанії, на якому присутній червоний капелюх-федора.

## Версії системи
Fedora намагається підтримувати шестимісячний графік випусків, випускаючи нові версії у травні і листопаді, хоча деякі випуски трохи затримуються.
| Версія                                                                                                 | Випуск     | Закінчення підтримки | Ядро Linux | GNOME |
| --- | ---------- | -------------------- | ---------- | ----- |
| 1 (Yarrow)                                                                                             | 2003-11-06 | 2004-09-20           | 2.4.22     | 2.4   |
| 2 (Tettnang)                                                                                           | 2004-05-18 | 2005-04-11           | 2.6.5      | 2.6   |
| 3 (Heidelberg)                                                                                         | 2004-11-08 | 2006-01-16           | 2.6.9      | 2.8   |
| 4 (Stentz)                                                                                             | 2005-06-13 | 2006-08-07           | 2.6.11     | 2.10  |
| 5 (Bordeaux)                                                                                           | 2006-03-20 | 2007-07-02           | 2.6.15     | 2.14  |
| 6 (Zod)                                                                                                | 2006-10-24 | 2007-12-07           | 2.6.18     | 2.16  |
| 7 (Moonshine)                                                                                          | 2007-05-31 | 2008-06-13           | 2.6.21     | 2.18  |
| 8 (Werewolf)                                                                                           | 2007-11-08 | 2009-01-07           | 2.6.23     | 2.20  |
| 9 (Sulphur)                                                                                            | 2008-05-24 | 2009-07-10           | 2.6.25     | 2.22  |
| 10 (Cambridge)                                                                                         | 2008-11-25 | 2009-12-18           | 2.6.27     | 2.24  |
| 11 (Leonidas)                                                                                          | 2009-06-09 | 2010-06-25           | 2.6.29     | 2.26  |
| 12 (Constantine)                                                                                       | 2009-11-17 | 2010-12-02           | 2.6.31     | 2.28  |
| 13 (Goddard)                                                                                           | 2010-05-25 | 2011-06-24           | 2.6.33     | 2.30  |
| 14 (Laughlin)                                                                                          | 2010-10-29 | 2011-12-08           | 2.6.35     | 2.32  |
| 15 (Lovelock)                                                                                          | 2011-05-24 | 2012-06-26           | 2.6.38     | 3.0   |
| 16 (Verne)                                                                                             | 2011-11-08 | 2013-02-12           | 3.1        | 3.2   |
| 17 (Beefy Miracle)                                                                                     | 2012-05-29 | 2013-07-30           | 3.3        | 3.4   |
| 18 (Spherical Cow)                                                                                     | 2013-01-15 | 2014-01-14           | 3.6        | 3.6   |
| 19 (Schrödinger's Cat)                                                                                 | 2013-07-02 | 2015-01-06           | 3.9        | 3.8   |
| 20 (Heisenbug)                                                                                         | 2013-12-17 | 2015-06-23           | 3.11       | 3.10  |
| 21 | 2014-12-09 | 2015-12-01           | 3.17       | 3.14  |
| 22 | 2015-05-26 | 2016-07-19           | 4.0        | 3.16  |
| 23 | 2015-11-03 | 2016-12-20           | 4.2        | 3.18  |
| 24 | 2016-06-21 | 2017-08-08           | 4.5        | 3.20  |
| 25 | 2016-11-22 | 2017-12-12           | 4.8        | 3.22  |
| 26 | 2017-07-11 | 2018-05-29           | 4.11       | 3.24  |
| 27 | 2017-11-14 | 2018-11-30           | 4.13       | 3.26  |
| 28 | 2018-05-01 | 2019-05-28           | 4.16       | 3.28  |
| 29 | 2018-10-30 | 2019-11-26           | 4.18       | 3.30  |
| 30 | 2019-05-07 | 2020-05-26           | 5.0        | 3.32  |
| 31 | 2019-10-29 | 2020-11-24           | 5.3        | 3.34  |
| 32 | 2020-04-28 | 2021-05-25           | 5.6        | 3.36  |
| 33 | 2020-10-27 | 2021-11-30           | 5.8        | 3.38  |
| 34 | 2021-04-27 | 2022-06-07           | 5.11       | 40    |
| 35 | 2021-11-02 | 2022-12-13           | 5.14       | 41    |
| 36 | 2022-05-10 | 2023-05-16           | 5.17       | 42    |
| 37 | 2022-11-15 | 2023-12-05           | 6.0        | 43    |
| 38 | 2023-04-18 | 2024-05-21           | 6.2        | 44    |
| 39 | 2023-11-07 | 2024-11-26           | 6.5        | 45    |
| 40 | 2024-04-23 | 2025-05-13           | 6.8        | 46    |
| 41 | 2024-10-29 | 2025-11-19           | 6.11       | 47    |
| 42 | 2025-04-22 | 2025-11-11           | Шаблон:TBD | 48    |
| 43 | 2025-11-11 | 2026-12-02           | Шаблон:TBD | 49    |
| Легенда:Стара версіяСтара версія, все ще підтримуєтьсяОстання версіяОстання бета-версіяМайбутній реліз |            |                      |            |       |

1. ↑  At the time of release. Supported releases are often updated to the latest stable version of the Linux kernel.[11]